# 伊吹村
伊吹村（いぶきむら）は、かつて香川県三豊郡にあった村。1949年（昭和24年）1月1日から1956年（昭和31年）9月30日まで存在し、伊吹島全域を含んでいた。

## 歴史

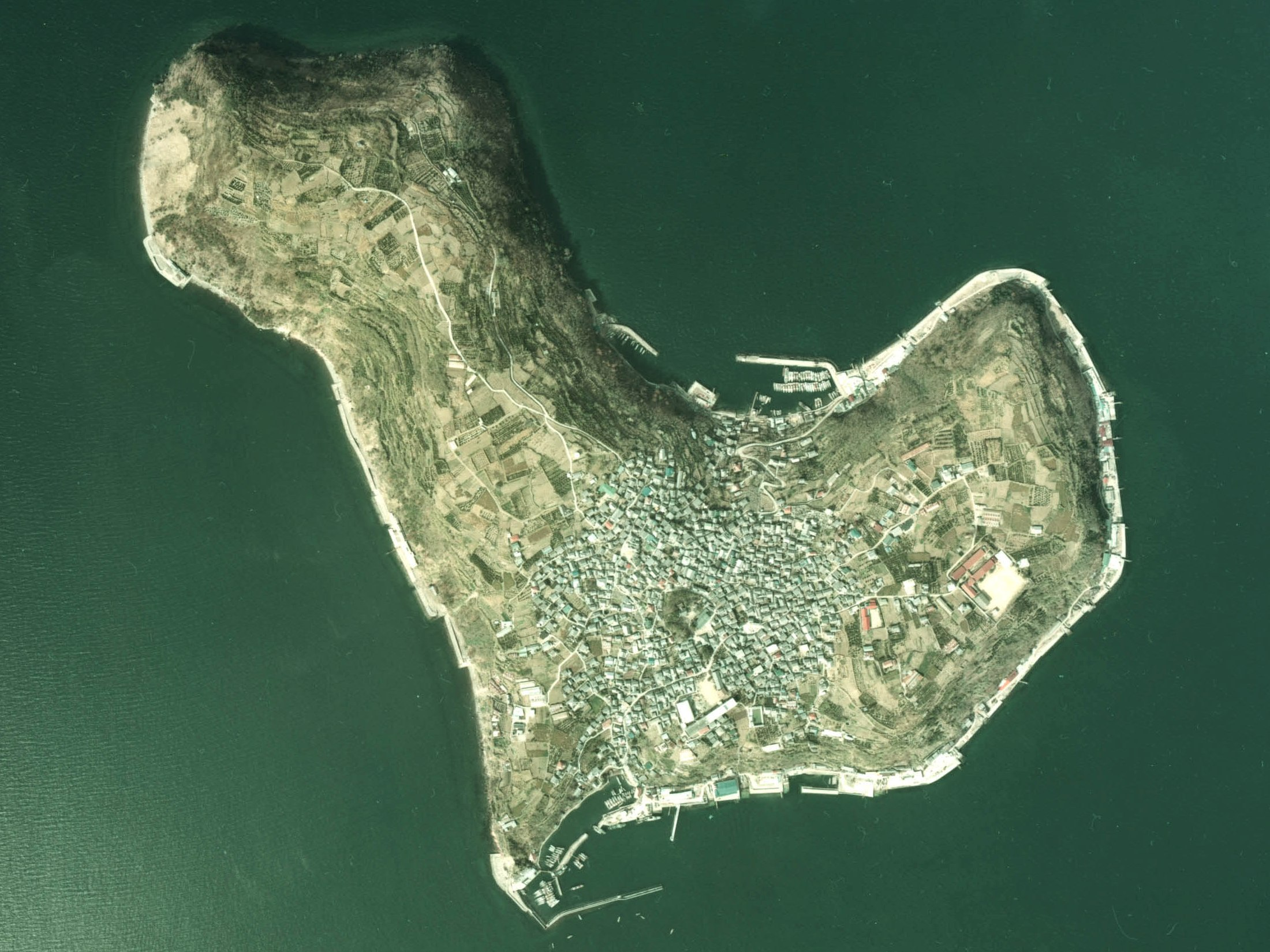
伊吹島

### 近世
江戸時代の伊吹島は讃岐国豊田郡伊吹島村だった。

### 近代
1890年（明治23年）2月15日には町村制の施行によって豊田郡觀音寺町が発足し、伊吹島は觀音寺町大字伊吹となった。1891年（明治24年）の戸数は231戸、人口は1490人。1899年（明治32年）4月1日には三野郡と豊田郡の区域をもって三豊郡が発足した。1913年（大正2年）の戸数は351戸、人口は2339人。

### 現代
太平洋戦争中の1941年（昭和16年）の戸数は570戸、人口は3337人。1948年（昭和23年）の戸数は723戸、人口は3983人。戦後の1949年（昭和24年）1月1日、三豊郡觀音寺町大字伊吹が伊吹村として分離された。1950年（昭和25年）の世帯数は718戸、人口は4325人。
財政面の厳しさを理由として、昭和の大合併の1956年（昭和31年）9月30日には伊吹村が観音寺市に編入されて観音寺市に伊吹町が設置された。同日に伊吹村は廃止された。

## 名所・旧跡

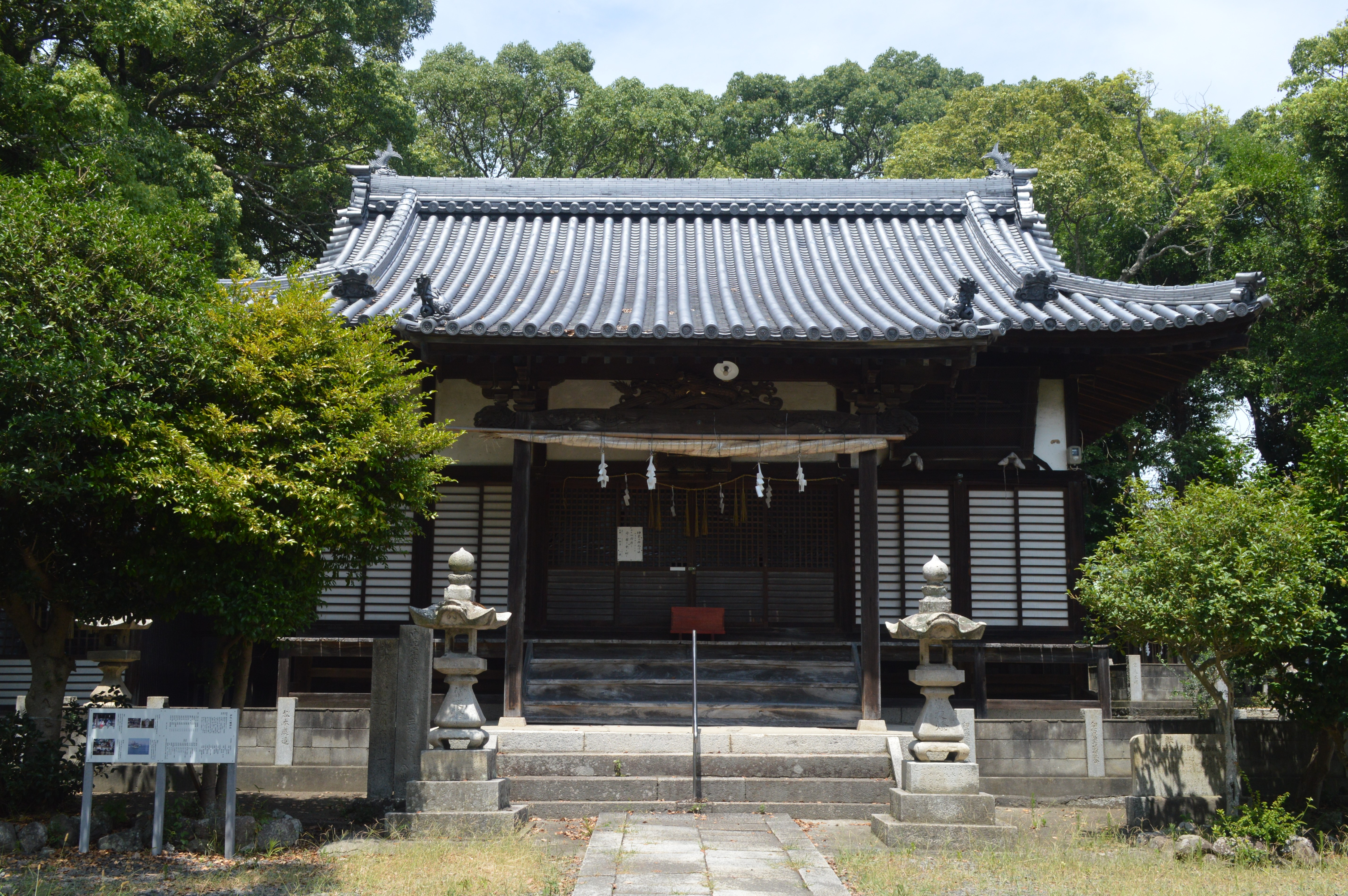
伊吹八幡神社

- 伊吹八幡神社 - 伊吹島の氏神。
- 泉蔵院 - 真言宗大覚寺派の寺院。

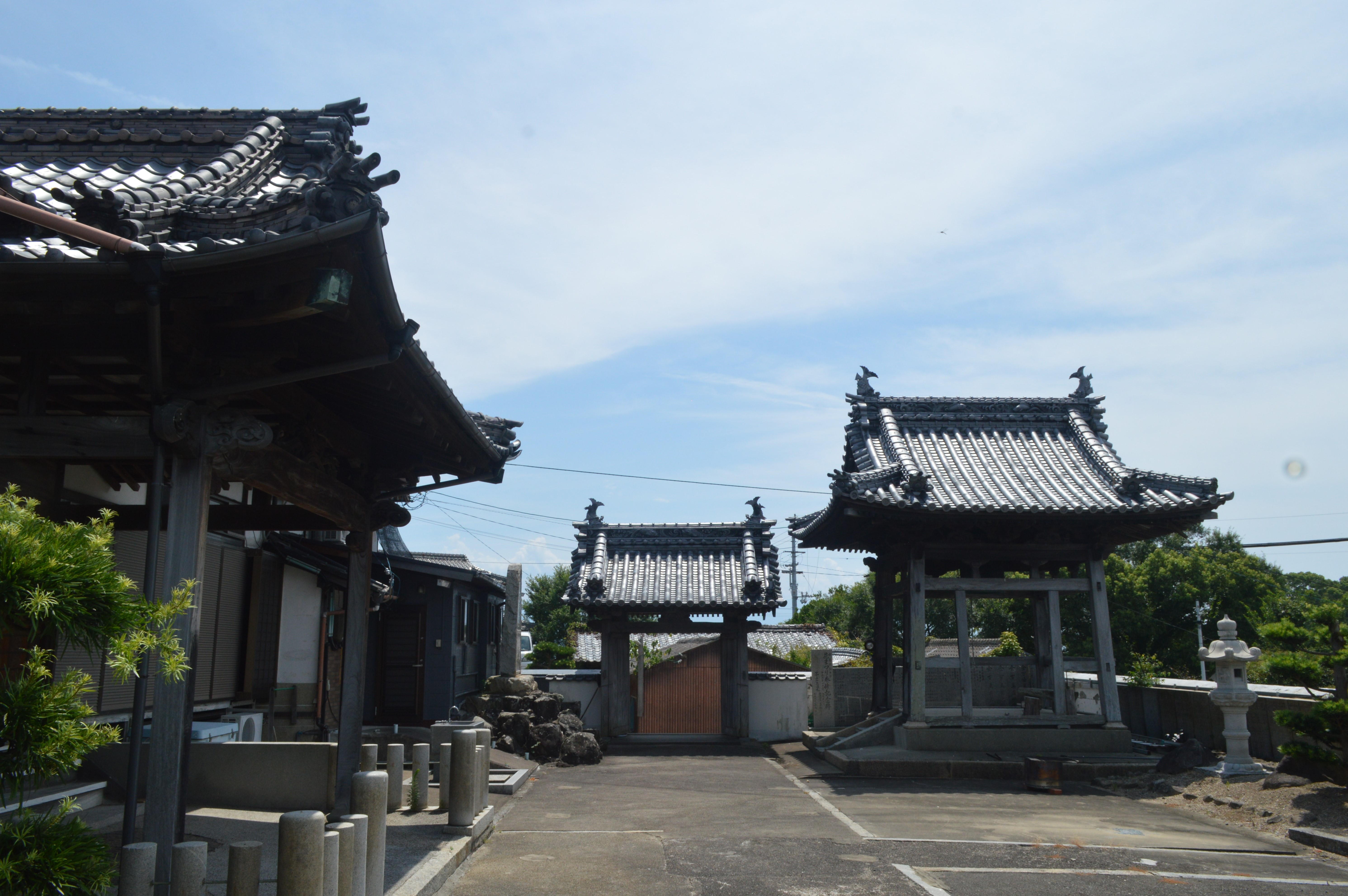
泉蔵院